# Genrepedagogik
Genrepedagogik är en pedagogisk modell, ursprungligen från Australien, för hur man i skolan kan bedriva undervisning på ett sådant sätt att eleverna utvecklar det språk som krävs i alla ämnen. Den är framtagen för att stödja elever med annat modersmål, men har visat sig vara ett framgångsrikt sätt att arbeta även med andra elever.

## Teoretisk grund
Genrepedagogik kan sägas vila på tre ben. Det första är Lev Vygotskijs teorier om att lärande sker genom samarbete och genom stöttning i den närmaste utvecklingszonen. Det andra är Michael A.K. Hallidays systemisk-funktionella grammatik där grammatikens funktion för kommunikation står i centrum. Det tredje benet är Jim Martins och Joan Rotherys studier av de språkliga genrer som används inom skolans olika ämnen, och metoder för att undervisa om dessa.